# マクサンス・プレヴォ
マクサンス・プレヴォ（Maxence Prévot 、1997年4月9日 - ）は、フランス・ベルフォール出身のプロサッカー選手。OHルーヴェン所属。ポジションは、ゴールキーパー。